# Trifolium scabrum
El trébol áspero (Trifolium scabrum) es una especie perteneciente a la familia de las fabáceas.

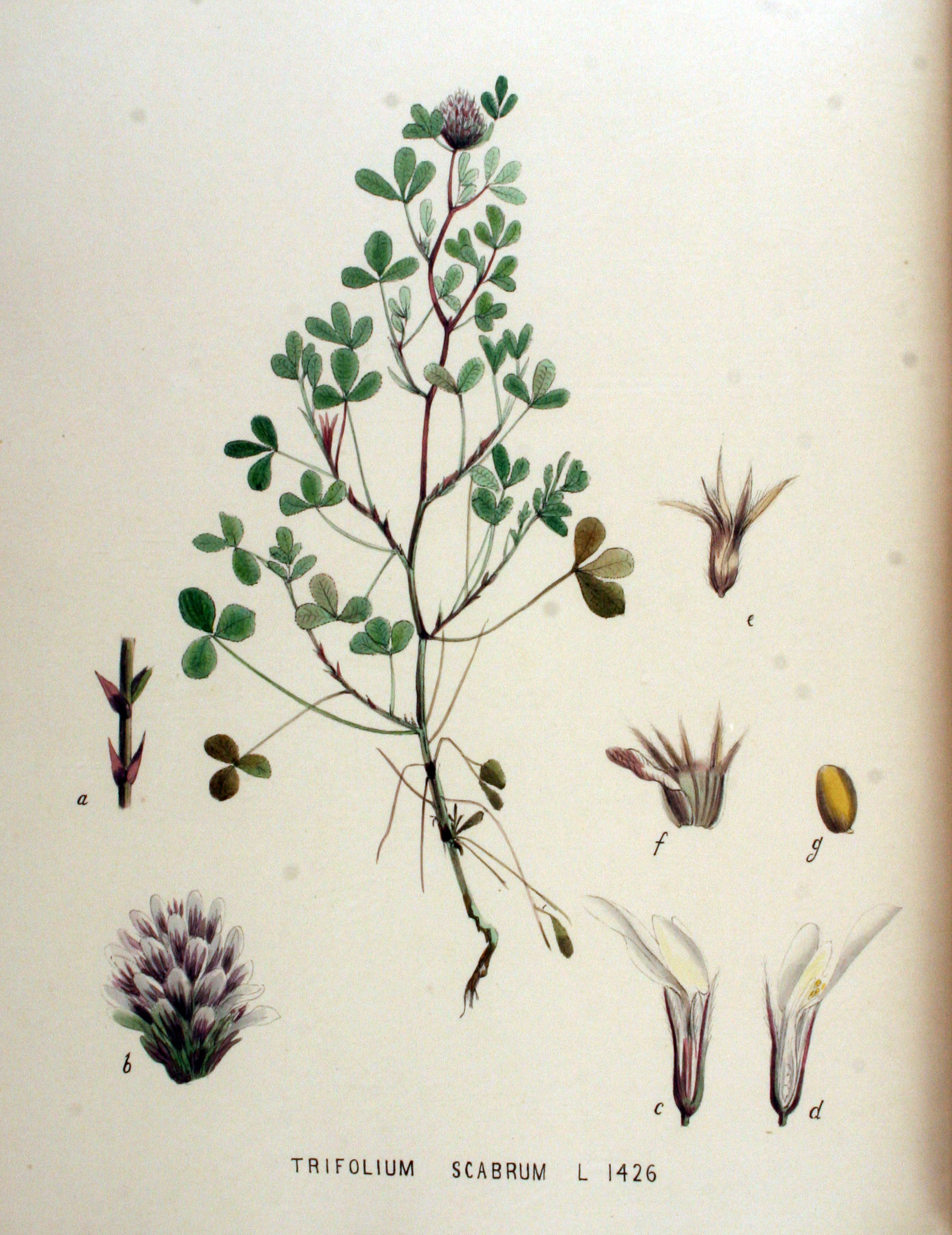
Ilustración de Flora Batava

## Descripción
Es una especie bastante robusta, extendida o ascendente, peloso, anual, de muchos tallos de hasta 25 cm. Folíolos ovados, coriáceos, finamente dentados. Numerosas cabezuelas, globulares u ovoides, blanquecinas o raramente rosas, de 5-12 mm. Los pétalos suelen ser más cortos que el cáliz que persiste en fruto, con dientes ligeramente curvos, easpinosos, rígidos y extendidos. Florece de mayo a julio. Habita en prados secos, terreno arenoso y rocoso en el oeste y sur de Europa.

## Taxonomía
Trifolium scabrum fue descrita por (L.) Sm. y publicado en Species Plantarum 2: 770. 1753.
Citología
Número de cromosomas de Trifolium scabrum (Fam. Leguminosae) y táxones infraespecíficos: 2n=10
Etimología
Trifolium: nombre genérico derivado del latín que significa "con tres hojas".
scabrum: epíteto latino que significa áspero".
Sinonimia
- Trifolium lucanicum Gasp.[5]

## Nombre común
- Castellano:  trébol, trébol áspero.[6]